# Шреер-Ткаченко, Анисия Яковлевна
Анисия Яковлевна Шреер-Ткаченко (29 декабря 1904 (11 января 1905) — 16 октября 1985) — украинский советский музыковед, музыкальный педагог. Кандидат искусствоведения (1947). Член Союза композиторов Украины.

## Биография

### Каменец-Подольский и приезд в Киев
Анисия Шреер родилась в 1905 году в семье рабочего литейного завода в селе Красноставцы, Каменец-Подольский уезд, Подольская губерния, ныне Чемеровецкий район, Хмельницкая область. Начальное образование получила в местной церковной школе. Позже поступила в подготовительный класс каменец-подольской гимназии.
После окончания учительских курсов (1923—1924 годы) работала учительницей начальной школы в селе Кадиевцы (ныне Каменец-Подольский район, Хмельницкая область). Одновременно училась игре на скрипке у профессора Фаддея Ганицкого в Каменце-Подольском.
В 1925 году на способную 20-летнюю девушку обратила внимание Каменец-Подольский окружной профсоюзный совет и направил её на учёбу в Киев — на музыкальное отделение музыкально-драматического института имени Николая Лысенко. Однако в Киеве Анисия заболела сыпным тифом, поэтому не смогла начать обучение в институте.
На родину девушка не вернулась, а устроилась учительницей-групповодом в Киевском польском детском доме № 1, где тогда были собраны бездомные дети поляков. Затем в том же заведении она вела музыкально-инструкторскую работу. В то же время Анисия Шреер училась на курсах иностранных языков имени Макса Гельца и на первом курсе Киевского института народного образования, который не окончила по семейным обстоятельствам.
В 1925 году 20-летняя Анисия вышла замуж. Её супругом стал студент медицинского института Иосиф Семёнович Ткаченко. Анисия взяла себе двойную фамилию — Шреер-Ткаченко. Через год, 4 сентября 1926 года, у супругов Ткаченко родилась дочь, которую назвали Галей. Галина Иосифовна Ткаченко (умерла 29 мая 1991) пошла по стопам матери: стала кандидатом искусствоведения, доцентом Киевской консерватории.
Анисия и дальше работала в детдоме, а когда в Киеве открыли рабочую консерваторию, училась в ней на фортепианном и дирижёрском отделениях. Профсоюзная организация и педагогический коллектив рабочей консерватории (в частности, профессор Григорий Любомирский) достойно оценили способную ученицу и направили её на учёбу в музыкально-драматический институт имени Николая Лысенко, в который в своё время её направили из Каменца.
В 1930 году детдом, в котором работала Анисия Шреер-Ткаченко, был реорганизован, поэтому она устроилась библиотекарем-библиографом в библиотеку Киевского института усовершенствования врачей. Окончив курсы иностранных языков — немецкого и французского, перешла на работу в Государственное издательство «Литература и искусство» в Киеве, позже стала библиографом и ответственным секретарём Киевского отделения издательства «Искусство».

### Киевская консерватория
В то же время она училась на музыкально-педагогическом факультете института имени Лысенко, но в 1933 году покинула этот факультет. С открытием Киевской государственной консерватории Шреер-Ткаченко без экзаменов приняли на открытый впервые на Украине историко-теоретический факультет. Его она окончила в 1940 году и в том же году стала аспиранткой этого факультета.
Обучение в консерватории Анисия Шреер-Ткаченко совмещала с педагогической работой. Она была преподавателем музыкальной литературы в музыкальной десятилетке и музыкальном училище при Киевской консерватории. Приходилось ей ездить в командировки, чтобы преподавать в первой колхозной консерватории в селе Водички (Хмельницкий район). Будучи студенткой, Анисья Яковлевна с 1936 года одновременно работала в родном учебном заведении как ассистент кафедры истории музыки и заведующий музыкально-исторического кабинета консерватории, который она сама и организовала.
От начала и почти до конца войны Шреер-Ткаченко жила в оккупированном Киеве, а с 26 марта 1944 года работала санитаркой в военно-полевом госпитале воинской части 47712 и вместе с медперсоналом, который сопровождал санитарную летучку с тяжелоранеными, вернулась в Киев.
В мае 1944 года Анисия Шреер-Ткаченко вновь приступила к работе в Киевской консерватории. Она преподавала на исполнительских факультетах, а затем и на историко-теоретическом факультете истории зарубежной и украинской музыки, а с 1948 года и курс народного музыкального творчества на всех факультетах. В 1947 году защитила кандидатскую диссертацию «Украинская песня-романс в её истории и развития в XVII—XVIII веках».
С 1953 года — доцент, в 1960—1970 годах — заведующий кафедрой истории музыки. В 1974 году завершила педагогическую работу. Среди её учеников — Нина Герасимова-Персидская, Александра Цалай-Якименко, Юрий Ясиновский, Лидия Филипповна Корней.
15 декабря 2005 года в Киевской консерватории состоялась конференция «К столетию выдающегося деятеля украинской музыкальной культуры Анисии Яковлевны Шреер-Ткаченко», которая собрала выдающихся, известных и молодых музыковедов, которые так или иначе были связаны с деятельностью музыковеда.

## Труды
- «Нариси з історії української музики» (2 тома, К. 1964, соавторы: Лидия Архимович, Т. Карышева, Тамара Шеффер)[3],
- Доклады про украинскую музыку XVI—XVIII веков на международном конгрессе в Варшаве (1966),
- «Хрестоматія з історії української дожовтневої музики» (К. 1968),
- «Історія української дожовтневої музики» (редактор и разделы про украинские народные песни и украинскую музыку до конца XVIII века, К. 1969).